# Uiterste brug
De Uiterste brug is een monumentale brug in de  Nederlandse stad Gouda, die de West- en Oosthaven met elkaar verbindt.

## Geschiedenis
Al op het eind van de 15e eeuw wordt de uytterste brugge in de Goudse archieven genoemd. De eerste brug was waarschijnlijk een toogbrug, later in 1633 vervangen door een ophaalbrug en in 1845 door een draaibrug. De huidige brug is gebouwd in de jaren 1879 en 1880 door de Haagse ijzergieterij De Prins van Oranje. Het is een 19e-eeuwse ijzeren basculebrug. Deze brug bestond uit twee delen, die los van elkaar konden bewegen. Sinds 1975 zijn beide delen vastgezet.
De naam "Uiterste brug" heeft te maken met de ligging van de brug. Het is de meest zuidelijk gelegen brug in de Gouwe, nabij de uitmonding in de Hollandse IJssel bij de Havensluis.

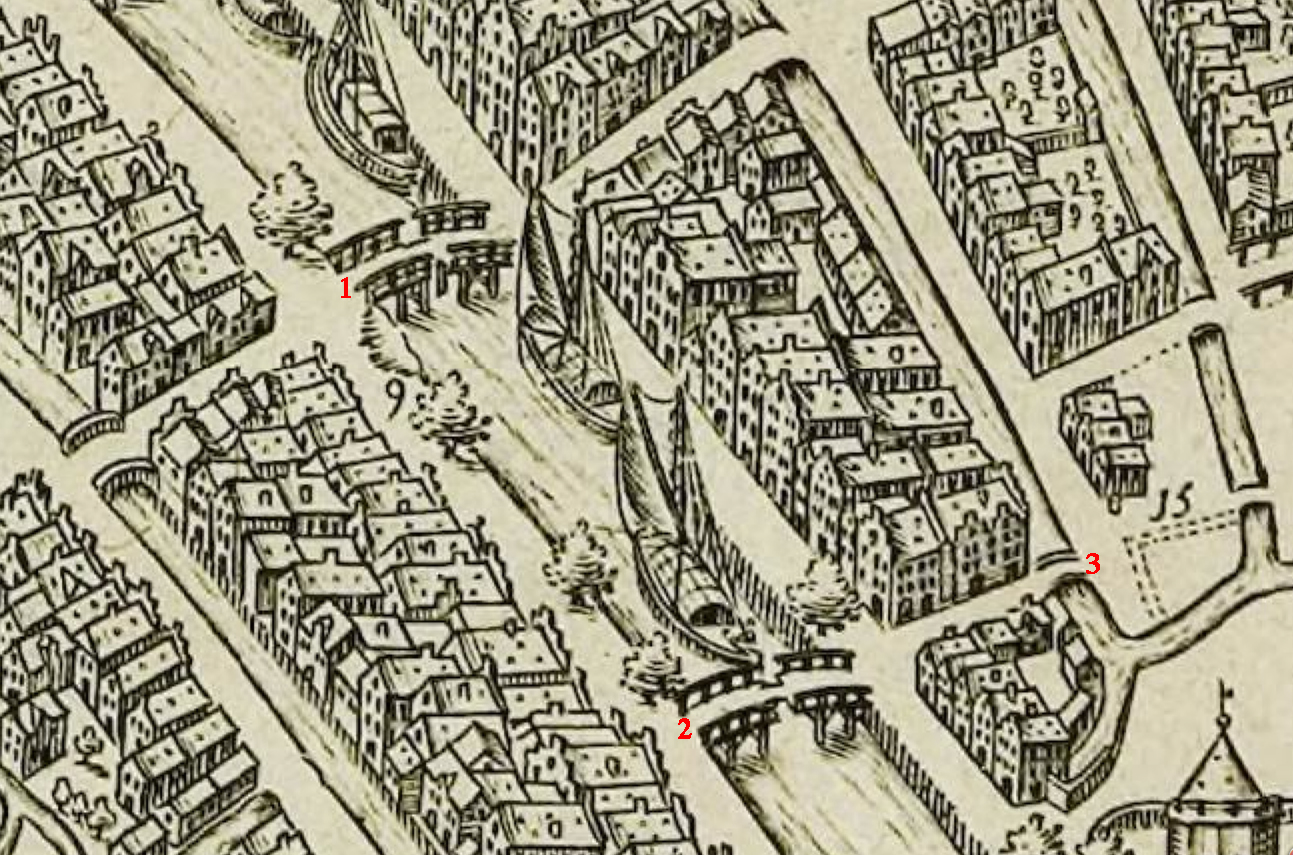
Bij 2 de Uiterste brug op een stadsplattegrond uit 1588